# Zamostîșce, Pîreatîn
Zamostîșce (în ucraineană Замостище) este un sat în orașul raional Pîreatîn din regiunea Poltava, Ucraina.

## Demografie
Componența lingvistică a localității Zamostîșce
     Ucraineană (93,51%)
     Rusă (5,63%)
     Alte limbi (0,43%)
Conform recensământului din 2001, majoritatea populației localității Zamostîșce era vorbitoare de ucraineană (93,51%), existând în minoritate și vorbitori de rusă (5,63%).